# Graukopfsperling
Der Graukopfsperling (Passer griseus) ist eine Vogelart aus der Familie der Sperlinge. Er kommt ausschließlich in Afrika vor, wo er ein häufiger und weit verbreiteter Vogel ist. Er ist besonders häufig in menschlichen Siedlungen und deren Umgebung anzutreffen und besetzt dort dieselbe ökologische Nische wie etwa in Europa der Haussperling. Es werden drei Unterarten unterschieden. Die IUCN stuft den Graukopfsperling als nicht gefährdet (least concern) ein.

## Erscheinungsbild
Der Graukopfsperling erreicht eine Körperlänge von 15 Zentimetern und wiegt zwischen 24 und 33 Gramm. Es besteht kein auffälliger Sexualdimorphismus.
Bei beiden Geschlechtern der Nominatform Passer griseus griseus ist der Kopf von der Stirn bis zum Nacken aschgrau und geht am unteren Hals in ein Graubraun über. Die Nackenseiten und der obere Mantel sind ebenfalls graubraun, der untere Mantel ist ockerfarben, der Rücken und der Bürzel sowie die Oberschwanzdecken sind rötlich-braun. Die Steuerfedern sind dunkelbraun, frisch vermausert weisen sie dünne rötlich-braune Säume auf. Am Kopf ist die Region zwischen dem Schnabel und dem Auge dunkel graubraun, die Ohrdecken dagegen blass graubraun. Die Wangen sowie die Seiten der Kehle und der Brust sind gleichfalls blass graubraun. Das Kinn und die Mitte der Kehle sind ebenso wie die übrige Körperunterseite weißlich. Der Schnabel ist schwarz bis dunkel hornfarben, die Augen sind hellbraun und die Beine dunkel fleischfarben. Jungvögel gleichen den adulten Graukopfsperlingen, allerdings ist bei ihnen der Kopf und der Nacken noch mehr bräunlich. Sie weisen auf dem Rücken außerdem einige dunkle Längsstreifen auf. Ihr Schnabel ist heller als bei den adulten Vögeln.
Die Unterart Passer griseus laeneni ist insgesamt blasser und hat eine hellere Körperunterseite als die Nominatform. Die Unterart Passer griseus ugandae ist auf dem Oberkopf dunkler, mehr bräunlich auf dem Mantel und nur der Bauch ist weiß. Einige Autoren sind der Ansicht, dass es sich auch beim Papageischnabelsperling um eine Unterart des Graukopfsperlings handelt.

## Verwechslungsmöglichkeiten mit anderen Arten
Das Verbreitungsgebiet des Graukopfsperlings überlappt mit dem des sehr ähnlichen Damarasperlings im Westen Angolas, in Sambia, Malawi und an der Küste Tansanias. Der Damarasperling unterscheidet sich vom Graukopfsperling durch seinen etwas schlankeren Körperbau. Der Graukopfsperling hat außerdem einen längeren Schwanz und einen kräftigeren Schnabel. Der Kopf ist mehr grau, der Rücken dunkler und weniger bräunlich. Der Damarasperling hat außerdem eine mehr einheitlich grau gefärbte Körperunterseite, der hellere Fleck an der Kehle kontrastiert weniger stark mit dem Brustgefieder als dies beim Graukopfsperling der Fall ist.

## Verbreitung

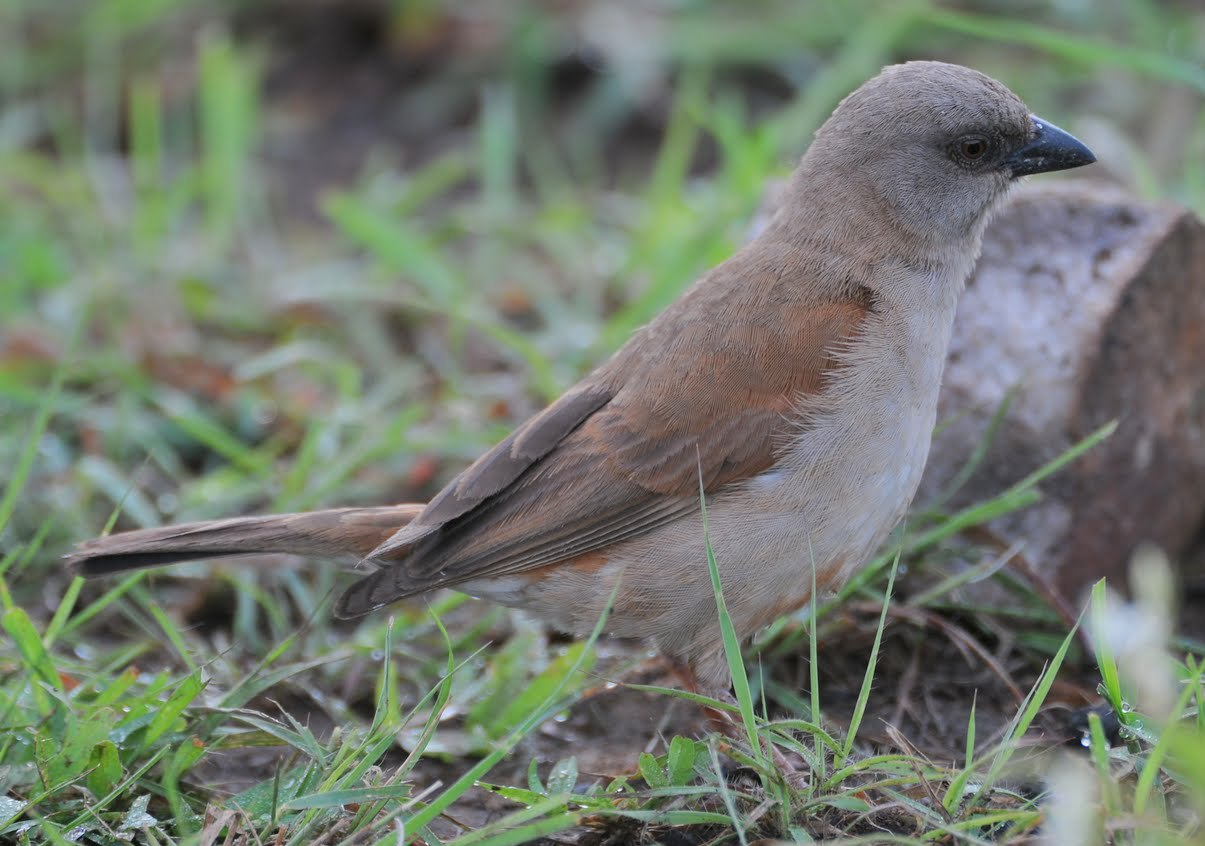
Graukopfsperling in Ruanda

Der Graukopfsperling ist eine endemische Vogelart im Subsahara-Afrika. Er kommt dort von Mauretanien bis nach Eritrea und in südlicher Verbreitungsrichtung bis nach Angola, dem Norden Simbabwes sowie Malawi vor, sein Verbreitungsgebiet erstreckt sich über 10,2 Millionen Quadratkilometer. Er ist ein Kulturfolger, der besonders häufig in der Nähe menschlicher Siedlungen ist. Er hat sich in einigen Gebieten Afrikas erst in den letzten Jahrzehnten angesiedelt, so hat er beispielsweise in Liberia sein Verbreitungsgebiet seit den 1960er Jahren ausgedehnt und kommt mittlerweile im gesamten Land vor. Im Norden Ghanas kommt der Graukopfsperling erst seit einigen Jahren vor. In Eritrea kommt er bis in Höhenlagen von 1200 Metern vor, in anderen Regionen Afrikas ist er auch noch auf 2500 Höhenmetern zu beobachten.
Graukopfsperlinge sind überwiegend Standvögel. Die Populationen, die an der Südgrenze der Sahara leben, ziehen während der Trockenzeit nach Norden. So versammeln sich die Populationen Mauretaniens beispielsweise dann in der Region um Nouakchott, im Sudan ziehen sie in die Nuba-Berge und in Ghana finden sie sich in großer Zahl im Mole-Nationalpark ein.

## Lebensraum
Der Graukopfsperling bewohnt offene Ebenen, die mit Büschen bestanden sind, Savannen, lichte Wälder, Strauchland in Küstennähe sowie die Randzonen von Feuchtgebieten und Salzpfannen. Er fehlt in dicht bewaldeten Regionen, kann aber auf Waldlichtungen vorkommen. Solche Waldlichtungen werden in der Regel binnen sechs Jahren nach ihrem Entstehen von dieser Sperlingsart besiedelt. Die Sperlinge finden diese Stellen, die ihnen geeignete Lebensräume bieten, durch Überfliegen von Waldgebieten. Generell bewohnt der Graukopfsperling eher humide Regionen des südlichen Afrikas, er kommt aber auch noch am Südrand der Sahara vor.

## Lebensweise

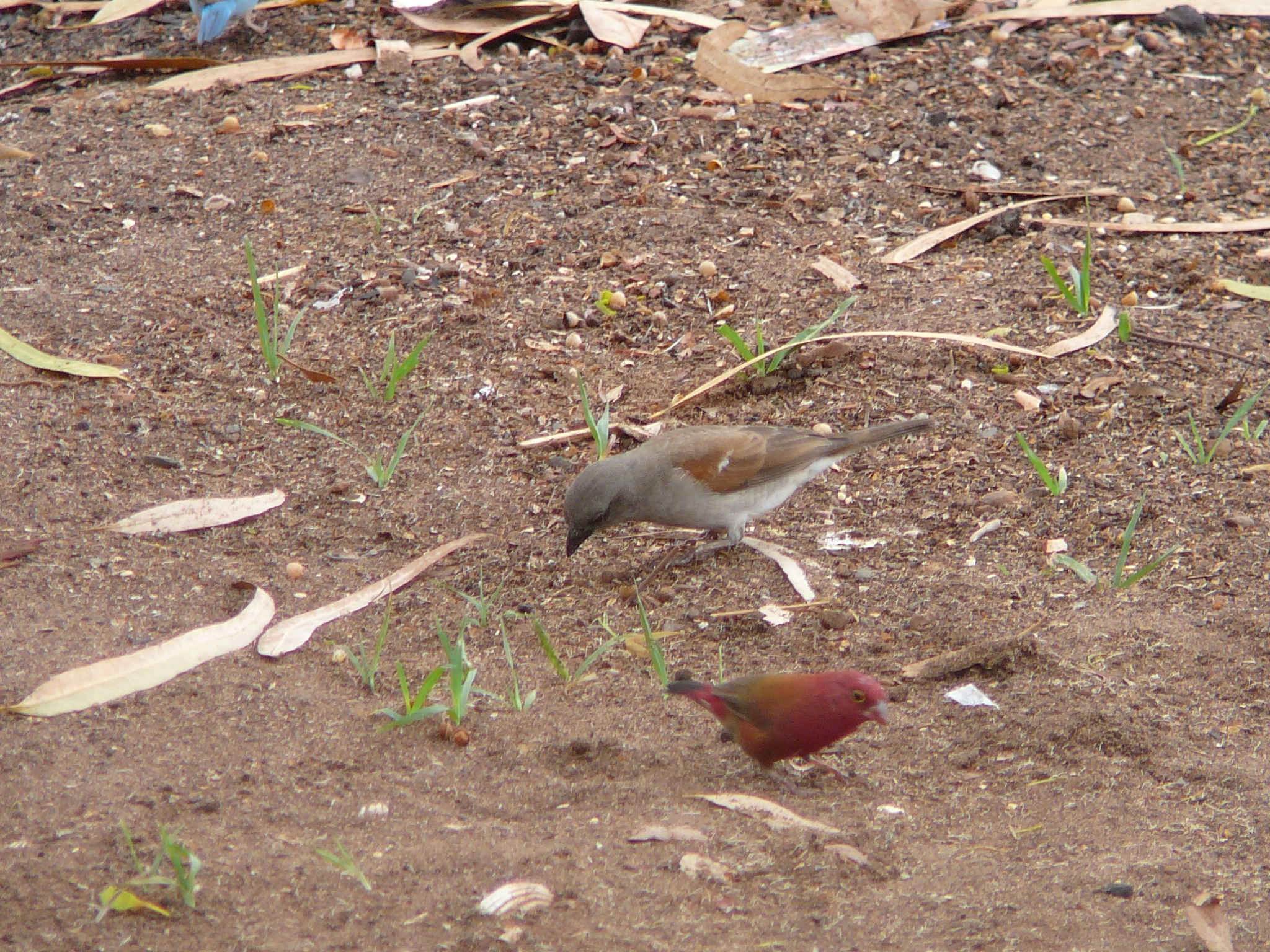
Graukopfsperling und Amarant

Graukopfsperlinge leben paarweise, in kleinen Gruppen oder Trupps von bis zu 100 Individuen. Insbesondere in trockeneren Regionen können diese Trupps auf landwirtschaftlichen Anbauflächen Schäden anrichten. Seine Nahrung sucht der Graukopfsperling überwiegend am Boden. Er ist dabei häufig mit anderen Sperlingsarten, Amaranten, Witwenvögeln der Gattung Vidua, Blauastrilden, Ammerwebern sowie Webervögeln der Gattung Quelea vergesellschaftet. Gemeinsam mit anderen Sperlingen und Stelzen sucht er am frühen Morgen an Hausmauern nach Insekten, die während der Nacht von künstlichem Licht angezogen wurden. Die Nahrung besteht ansonsten überwiegend aus Grassamen und Getreide. Daneben frisst er Blumen und Beeren. Zu den Insekten, die er frisst zählen Raupen, Termiten, Käfer und Heuschrecken. Er sucht auch in Hausabfällen nach Nahrung und frisst unter anderem Brot.

## Fortpflanzung
Graukopfsperlinge brüten entweder einzeln oder in lockeren Kolonien. So sind sie beispielsweise im trockenen Norden Senegals Einzelbrüter, die ein Brutrevier verteidigen, während sie im übrigen Senegal in Kolonien brüten. Im Nordosten Gabuns umfasste das verteidigte Revier eines einzelnen Brutpaares mehrere hundert Quadratmeter.
Die Brutzeit variiert abhängig vom Verbreitungsgebiet. In Mauretanien fällt sie in den Zeitraum April bis Oktober, im Senegal brüten Graukopfsperlinge dagegen von Juni bis November, in Ghana nur von Mai bis Juli. In menschlichen Siedlungen, wo sie ganzjährig Zugang zu Wasser haben, kommt es auch zu Bruten außerhalb der normalen Fortpflanzungszeit.
Das Nest ist kugelförmig mit einem seitlichen Eingang. Es befindet sich meist entweder auf einem Ast oder in einer Baumhöhle. Graukopfsperlinge brüten aber auch in den aufgegebenen Nestern von Bienenfressern, Eisvögeln, Schwalben und Seglern. Nester dieser Sperlingsart finden sich auch auf Balken, in Strohdächern und in offenen Rohrleitungen. Das Gelege umfasst gewöhnlich drei bis vier Eier. Diese haben eine weiße bis gelblich weiße Farbe und eine dunkelbraune und graue Fleckzeichnung.
Nach bisherigen Beobachtungen brütet allein das Weibchen, die Brutzeit beträgt 16 Tage. An der Aufzucht der Nestlinge sind dagegen beide Elternvögel beteiligt. Im Senegal hat man während der frühen Morgen- und späten Abendstunden beobachtet, dass die Elternvögel 20-mal pro Stunde Futter herbeibringen, während der heißesten Tageszeit dagegen nur 10-mal pro Stunde. Die Jungen werden überwiegend mit Insekten ernährt. Sie sind nach etwa 19 Tagen flügge. Die Reproduktionsrate ist nicht sehr hoch, typischerweise werden Elternvögel mit nur einem flügge gewordenen Jungvogel beobachtet. Graukopfsperlinge können jedoch in freier Wildbahn ein Alter von mindestens sieben Jahren erreichen. In Gefangenschaftshaltung erreichten sie bereits ein Alter von mehr als 11 Jahren. Der Afrikanerkuckuck ist ein Brutparasit des Graukopfsperlings.